# Холл, Стивен (архитектор)
Стивен Холл (англ. Steven Holl, род. 9 декабря 1947 года, Бремертон, штат Вашингтон, США) — американский архитектор и художник-акварелист из Нью-Йорка. Кавалер Золотой медали Американского института архитектуры (2012).

## Биография

### Ранние годы и образование
Холл родился 9 декабря 1947 года в Бремертоне, штат Вашингтон, там же прошло его детство. Своего отца Стивен назвал «чистокровным норвежцем». Холл получил степень бакалавра искусств в Вашингтонском университете (факультет архитектуры) в 1971 году.

### Карьера
На Холла повлияла философия Мориса Мерло-Понти, а также взгляды архитектора-теоретика Юхани Палласмаа. Архитектура Холла претерпела смещение акцента с его ранней озабоченности типологией к его более современному стилю феноменологии.

### Признание и награды
В 1998 году Холл был удостоен престижной медали Алвара Аалто. В 2000 году Холл был избран членом Американской академии искусств и литературы. В июле 2001 года, Time назвал Холла лучшим архитектором Америки для «зданий, удовлетворяющих дух, а также глаза». Другие награды и знаки отличия включают лучший архитектурный дизайн в Нью-Йорке в 1986 году для выставочного зала коллекции PACE Американского института архитекторов, Медаль Чести Нью-Йоркского института архитекторов (1997), Французская Grande Médaille d’Or (2001), Национальная дизайнерская награда в архитектуре Смитсоновского института Купер Хьюитт (2002), Почетный сотрудник Королевского института британских архитекторов (2003 г.), Приз Арнольда В. Бруннера в архитектуре из Американской академии искусств и литературы, а также 2008 года BBVA Foundation Frontiers of Knowledge Award в категории искусств. В 2007 году Стивен Холл получил AIA Institute Honor Award и награду AIA New York Chapter Architecture Merit Award. Помещение Higgins Hall в Институте Пратта (Бруклин, Нью-Йорк) и новая резиденция в швейцарском посольстве получили премию AIA New York Architect в 2007 году. В 2010 году Хернинг Музей современного искусства (Хернинг, Дания) был награждён наградой RIBA International. Горизонтальный небоскреб--Vanke Center получил в 2011 AIA Institute National Honor Award, а также AIA NY Honor Award. В 2011 году он стал старшим научным сотрудником Совета по дизайну будущего. Холл был назван победителем AIA Gold Medal 2012. В 2014 году Холл был удостоен Императорской премии в области архитектуры.

### Преподавание
Холл является штатным профессором в Колумбийском университете, где он преподавал с 1981 года. Он преподавал взаимосвязь между музыкой и архитектурой.

### 'T' Space
В 2010 году Холл основал 'T' Space («T» пространство) — междисциплинарную организацию искусств в Райнебеке, Нью-Йорк. Основная цель 'T' Space состоит в том, чтобы создать образовательные слияния искусства, архитектуры, музыки и поэзии 21-го века.
По состоянию на 2019 год 'T' Space выставило работы архитекторов Хосе Убрери, Татьяны Бильбао и Нила Денари, а также художников, таких как Ай Вэйвэй, Пэт Стейр, и Брайса Мардена.
В 2017 году, «T» Space начало предлагать программу летнего проживания для молодых архитекторов и художников. Участники программы должны разработать архитектуру для сельских общин; учебная программа подчеркивает экологические результаты проекта. Во время разработки проекта участники ездят на экскурсии, слушают серию общественных лекций от архитекторов, включая Кристиана Вассмана, Кристоф Кумпуша, Тамаса Наги и самого Хола.
В дополнении к образовательным программам, «T» Space поддерживает природный заповедник в 30 акров с расположенными в нём инсталляциями живописи и архитектуры. В 2019 году было завершено строительство архитектурного архива и научной библиотеки «T» Space.

## Работы
Холл выиграл первый приз в международном конкурсе дизайна библиотеки Amerika-Gedenkbibliothek в 1988 году (расширение и реконструкция). В феврале 1989 работа Холл была выставлена в сольном шоу в Музее современного искусства (MoMA) в Нью-Йорке. MоMA позже купила двадцать пять работ Холла для постоянной коллекции музея. В конкурсе 1992 года для нового музея современного искусства в Хельсинки, Финляндия, проект Холла, под названием «Chiasma» стал первым среди более 500 проектов. Музей открылся для публики в 1998 году, и взял название «Киасма».
При проектировании часовни Святого Игнатия (построено 1994—1997 гг.), иезуитской часовни в Сиэтлского университета, Холл обратился к потребностям кампуса в зелёном пространстве, располагая часовню в самом центре бывшей улицы и удлиняя план здания. Новые зеленые четырёхугольники кампуса были сформированы на севере, западе и юге, и будущий четырёхугольник планируется на восток. План часовни выиграл дизайн-награду в Американском институте архитекторов Нью-Йорка.